# 断幺九
断幺九是麻将的一种和牌形式，在手牌不含有幺九牌（包括字牌，数牌的1和9），只含有中张牌（数牌的2～8）的时候成立。日本麻雀為1翻（無食斷時為門前役），國標麻將為2分，廣東麻雀為3番。常简称为断幺。

## 概要
比较容易成立，也容易和其他的役复合，因此和立直、平和并称日本麻将中的基本的役。
與平和复合的时候称“断平”；與立直复合的时候称“立断”；断平且立直的时候称“立断平”。
即使成立的役只有断幺九，如果手上的宝牌多的话，也許能夠得到較多点数。
另外，在是否承认有吃碰的断幺这一点上，规则可能因地而異，最好在开局之前和对手确认。

## 例子
和的双碰听牌。

听和，不过如果是别人打出的（立直除外），因为没有役，所以无法和牌，从而在自己摸牌或者副露之前无法和牌产生振听（既即使他人打出，如果你还没轮到自己一巡也无法荣和）。（自摸的话门前清自摸和成立，可以和牌）
听。如果是，平胡和断幺九成立。如果是就只有平胡。

## 喰断
喰断指的是非门清状态下的断幺，在日本麻将里面是一个重要的规则的分歧点，因为日本麻将的整体役（所有牌子都要参与的役）通常情况下非门清的会减一翻（或者一翻的没有翻，如平胡），但又因为断幺比较好接受所以又有规则承认非门清的也可以算。
然而，至于要不要喰断，依旧要确认规则。
通常有三种规则：
1. 喰断可以算一翻；有喰断
2. 喰断可以算一翻，但不得算作起和役（和宝牌的性质一样）；无喰断
3. 喰断不可以算一翻。无喰断